# Sven Hedin
Sven Anders Hedin (ur. 19 lutego 1865 w Sztokholmie, zm. 26 listopada 1952 tamże) – szwedzki podróżnik i geograf. Wsławił się głównie jako autor pierwszych szczegółowych map Pamiru, pustyni Takla Makan, Tybetu i Himalajów. Zajmował się również badaniem jedwabnego szlaku.

## Życiorys
W latach 1886–1892 studiował geologię, mineralogię, zoologię oraz łacinę na uniwersytetach w Sztokholmie, Uppsali, Berlinie i Halle. Jednym z jego nauczycieli był Ferdinand von Richthofen, znany niemiecki geograf. Podczas studiów podróżował po Kaukazie, Persji i Mezopotamii. W 1889 został tłumaczem szwedzkiej delegacji rządowej w Teheranie i w ciągu następnych dwóch lat zwiedzał Turkiestan Zachodni i Chorasan
W 1902 otrzymał nobilitację, ostatnią przyznaną przez szwedzkiego monarchę.
W latach 1892–1935 odbył wiele ekspedycji do Azji Centralnej. Najważniejsze to:
- 1893–1897: badania Tienszanu, przejście przez Pamir i Takla Makan, następnie od jeziora Lob-nor przez Kunlun do Pekinu. Podczas tej wyprawy odkrył ruiny starożytnego miasta Loulan[2]. Atakując szczyt Muztagh Ata osiągnął wysokość 6300 m n.p.m., z której musiał zawrócić z powodu choroby górskiej[4].
- 1899–1902: przejście przez Takla Makan do Tybetu. Nieudana próba dotarcia w przebraniu buddyjskiego mnicha do Lhasy[2].
- 1905–1909: przejście przez Persję i Indie Brytyjskie do Tybetu. Pierwsze w historii badania Transhimalajów[1], zwanych później przez jakiś czas Górami Hedina[4], odkrycie źródeł Brahmaputry, Indusu i Satledźu[2].
- 1916: pobyt w Mezopotamii i Palestynie[4].
- 1927–1935: badania pustyni Gobi i Mongolii[2]. Wyprawa, w której uczestniczyli uczeni ze Szwecji, Niemiec i Chin, odkryła 327 ruin miast i budowli, przeprowadziła badania odcinków Wielkiego Muru Chińskiego[2] i założyła pierwsze stałe stacje meteorologiczne w tej części Azji[4]. W trakcie tej wyprawy poznał Czang Kaj-szeka.

W latach I wojny światowej (1915) odbył podróż na front wschodni, zwiedził wówczas południowe tereny Polski w tym m.in. okolice Gorlic. Do ważnych wypraw Hedina należy też podróż dookoła świata przez Amerykę Pn., Japonię, Mongolię i Syberię w 1923.
Wszystkie te wyprawy przyniosły ogromną ilość materiałów naukowych, opublikowanych w 55 tomach oraz mapę Azji Środkowej, publikowaną w arkuszach od 1941. Do najważniejszych publikacji popularnonaukowych Hedina należą: Through Asia (1898), Southern Tibet (t. 1–13, 1917–1922), My Life as an Explorer (1926), The Silk Road (1938).
Silne kontrowersje wzbudzały proniemieckie sympatie Hedina (zwłaszcza podczas obu wojen światowych) oraz jego kontakty z licznymi prominentnymi postaciami niemieckiego nazizmu.
W latach dwudziestych podczas wyprawy na pustynię Gobi w Mongolii Wewnętrznej odnajdywał też skamieniałości.
Polskie wydania książek Hedina:
- Przez pustynie Azyi. 1900, tom I i II, wyd. Biblioteka Dzieł Wybornych, Drukarnia A.T. Jezierskiego, Warszawa.
- Od bieguna do bieguna: z Europy przez Azję. 1912. Wyd. M. Arct, Warszawa.
- Przez pustynie Azji. 1924. Wyd. Spółka Pedagogiczna, Poznań.
- W sercu Azji. (1924, Wyd. Zdrój, Warszawa; 1934, Wyd. Rój, Warszawa).
- Przygody w Tybecie. 1924. Wyd. Spółka Pedagogiczna, Poznań.
- Ossendowski a prawda. 2014. Wyd. ElSet, Olsztyn.
- Rosjanie w Prusach Wschodnich 1916. 2019. Wydawnictwo Nauka i Innowacje, Poznań.